# Liste der Kulturdenkmäler in Hamburg-Tonndorf
Die Liste der Kulturdenkmäler in Hamburg-Tonndorf enthält die in der Denkmalliste ausgewiesenen Denkmäler auf dem Gebiet des Stadtteils Tonndorf der Freien und Hansestadt Hamburg.
Basis ist der Datensatz Denkmalliste Hamburg auf dem Transparenzportal Hamburg. Dieser enthält alle Objekte, die rechtskräftig nach dem Hamburger Denkmalschutzgesetz vom 5. April 2013 unter Denkmalschutz stehen (§ 6 Abs. 1 DSchG HA) oder zumindest zeitweise standen. Die Denkmalliste steht auch als PDF-Dokument zur Verfügung. Alle Denkmäler in Tonndorf, die schon nach dem Denkmalschutzgesetz vom 3. Dezember 1973, zuletzt geändert am 27. November 2007, unter Denkmalschutz standen, sind auch auf der Liste der Kulturdenkmäler im Hamburger Bezirk Wandsbek zu finden.

## Legende
- ID: Gibt die vom Denkmalschutzamt Hamburg vergebene Objekt-ID (Identifikationsnummer) des Kulturdenkmals an, (in Klammern gegebenenfalls die Denkmalnummer nach altem Denkmalschutzgesetz).
- Adresse: Nennt den Straßennamen und, wenn vorhanden, die Hausnummer des Kulturdenkmals. Die Grundsortierung der Liste erfolgt nach dieser Adresse.
- Art: Zeigt an, ob es ein Objekt („O“) oder ein Ensemble („E“) ist.
- Datierung: Gibt die Datierung an; das Jahr der Fertigstellung bzw. den Zeitraum der Errichtung.
- Ensemble: Gibt die Nummer des Ensembles an, zu der das Objekt gehört, bzw. bei Ensembles die Nummer des Ensembles selbst.

Hinweis: Die Grundsortierung der Liste erfolgt nach der Adresse und ist alternativ nach ID, Art (Objekt oder Ensemble), Typ, Datierung, Entwurf oder Kurzbeschreibung sortierbar.

| ID          | Adresse                                              | Art | Typ | Kurzbeschreibung | Datierung             | Entwurf         | Ensemble | Bild           |
| ----------- | ---------------------------------------------------- | --- | --- | --- | --------------------- | --------------- | -------- | -------------- |
| 24482       | Ahrensburger Straße 188, 190 (Lage)                  | O   | Mausoleum | Mausoleum Timm auf dem Tonndorfer Friedhof | 1920er Jahre          |                 |          | weitere Bilder |
| 29638       | Ahrensburger Straße 188, 190 (Lage)                  | O   | Mausoleum; Einfriedung | Mausoleum Kock auf dem Tonndorfer Friedhof, Mausoleumsbauwerk und Umfriedung                                                                                     | 20. Jh., Mitte        |                 |          | weitere Bilder |
| 29643       | Ahrensburger Straße 188, 190 (Lage)                  | O   | Denkmalanlage, Kriegerdenkmal (Kriegerdenkmal 1939/45) (Hain (Birkenhain); Kreuze (Gruppen aus jeweils drei Kreuzen); Tafeln (zwei Tafeln mit Namen der Gefallenen); Findling) | Kriegerdenkmal 1939/45 auf dem Tonndorfer Friedhof, Ahrensburger Straße 188/190, Birkenhain mit Gruppen aus jeweils drei Kreuzen, zwei Namenstafeln und Findling | 1939–1945             |                 |          |                |
| 24481 (298) | Ahrensburger Straße vor Nr. 152 (Lage)               | O   | Meilenstein | Dänischer Meilenstein an der Ahrensburger Straße | 1843                  |                 |          |                |
| 24473 (609) | Am Grundwasserwerk 26 (Lage)                         | O   | Wasserwerksgebäude, Pumpenhaus | Grundwasserwerk Tonndorf, ehem. | 1900, nach            |                 |          |                |
| 23256       | Am Hohen Hause o.Nr. (Lage)                          | O   | Grenzstein | | 1857                  |                 |          |                |
| 23258       | Am Hohen Hause o.Nr. (Lage)                          | O   | Grenzstein | | 1796                  |                 |          |                |
| 24620       | Am Hohen Hause o.Nr. (Lage)                          | O   | Grenzstein | | 1857                  |                 |          |                |
| 24474 (430) | Friedrich-Ebert-Damm o.Nr. (Lage)                    | O   | Grenzstein | | 1796                  |                 |          |                |
| 29636       | Jenfelder Straße 30 (Lage)                           | O   | Fabrikanlage | Jenfelder Straße 30, Fabrikanlage einschl. Einfriedigung | 1923, um              |                 |          |                |
| 29637       | Jenfelder Straße o.Nr. (Lage)                        | O   | Friedhof, jüdischer Friedhof | Jüdischer Friedhof Jenfelder Straße, Friedhofsfläche mit Grabsteinen                                                                                             | 1886                  |                 |          | weitere Bilder |
| 30990       | Rahlau 47, 49, 59, 65 (Lage)                         | E   | | Heeresverpflegungsspeicher Rahlau |                       |                 | 30990    |                |
| 24480       | Rahlau 47 (Lage)                                     | O   | Speichergebäude | | 1937, um              |                 | 30990    |                |
| 24483       | Rahlau 49 (Lage)                                     | O   | Speichergebäude | | 1937, um              |                 | 30990    |                |
| 24484       | Rahlau 59 (Lage)                                     | O   | Speichergebäude | | 1937, um              |                 | 30990    |                |
| 24485       | Rahlau 65 (Lage)                                     | O   | Verwaltungsgebäude | | 1937, um              |                 | 30990    |                |
| 24593       | Sonnenweg gegenüber von Nr. 90 (Lage)                | O   | Grenzstein | | 1831                  |                 |          |                |
| 39182       | Stein-Hardenberg-Straße 68, 68 (Lage)                | E   | Kirche, Gemeindehaus | | 1953/1954             | Starck, Richard | 39182    | weitere Bilder |
| 24596       | Stein-Hardenberg-Straße 68 (Lage)                    | O   | Kirchengebäude | Tonndorfer Kirche | 1953/1954             | Starck          | 39182    | BW             |
| 39181       | Stein-Hardenberg-Straße 68 (Lage)                    | O   | Gemeindehaus, Pastorat | | 1953/1954             | Starck, Richard | 39182    |                |
| 24479       | Tonndorfer Schulstraße 9 (Lage)                      | O   | Schulgebäude | Tonndorfer Schule, Altbau | 1896                  |                 |          | weitere Bilder |
| 30989       | Westerlandstraße 7, 7a, 9, 9a, 11, 13, 15, 17 (Lage) | E   | | Westerlandstraße 7-17 |                       |                 | 30989    |                |
| 24478       | Westerlandstraße 7, 7a (Lage)                        | O   | Doppelhaus | | 1925, um              |                 | 30989    |                |
| 24477       | Westerlandstraße 9, 9a (Lage)                        | O   | Doppelhaus | | 1925, um              |                 | 30989    |                |
| 24476       | Westerlandstraße 11, 13 (Lage)                       | O   | Doppelhaus | | 1925, um              |                 | 30989    |                |
| 24475       | Westerlandstraße 15, 17 (Lage)                       | O   | Doppelhaus | | 1925, um              |                 | 30989    |                |
| 24486       | Willöperstraße o.Nr. (Lage)                          | O   | Kriegerdenkmal (Kriegerdenkmal 1914/18) | | 1918, nach (vermutl.) |                 |          |                |